# Sufiks
 Ovo je glavno značenje pojma Sufiks. Za druga značenja pogledajte Sufiks (razdvojba).
Sufiks (također postfiks, dometak) u gramatici označava afiks koji dolazi nakon korijena riječi. Uobičajeni primjeri su padežni završeci koji označavaju gramatičku sklonidbu imenica ili pridjeva te glagolski završeci koji čine konjugaciju glagola. 
Sufiksi mogu nositi gramatičku informaciju (infleksijski sufiksi) ili leksičku informaciju (derivacijski sufiksi). Infleksijski sufiks ponekad se naziva desinent.
Primjeri sufiksa u hrvatskom jeziku:
Djevojke, gdje sufiks -e označava množinu ženskog roda.
On radi, gdje sufiks -i označava treće lice jednine prezenta.
On zatvaraše, gdje -aše označava treće lice jednine imperfekta.
Veliki broj dometaka može se pronaći u mnogim sintetičkim jezicima poput češkog, njemačkog, finskog, latinskog, mađarskog, ruskog, itd.
Sufiksi koji se koriste u hrvatskom često imaju slavensko podrijetlo zajedničko drugim slavenskim jezicima, ali mogu biti i grčkog, francuskog ili latinskog podrijetla.

## Više informacija
- Afiks
- Infleksija
- Derivacija
- Leksem
- Marker
- Morfem
- Prefiksalni morfem